# Huis clos
Huis clos (Nederlands: Met gesloten deuren) is een eenakter die Jean-Paul Sartre in het najaar van 1943 schreef. Het stuk werd voor het eerst opgevoerd op 27 mei 1944 in het Théâtre du Vieux-Colombier te Parijs en typeert het existentialisme, een literair-filosofische beweging die ontstond in het begin van de 20e eeuw, waarin de mens gedefinieerd wordt door zijn doen en laten. 
Sartre dacht hiermee een komisch stuk te hebben geschreven. Enkel de toneeluitvoering van Didier Van Cauwelaert te Nice in 1977 lijkt die opvatting recht te doen.

## Korte inhoud
Drie personages bevinden zich na hun dood in dezelfde kamer. Het gaat over Garcin, een journalist, Inès, een postbeambte en Estelle, een rijke vrouw. De drie kennen elkaar niet, komen uit erg verschillende milieus en hebben andere opvattingen en voorkeuren. Jean-Paul Sartre beschrijft in dit stuk "zijn hel" met de zinsnede : "L'enfer, c'est les Autres" (De hel, dat zijn de Anderen). Met dit citaat, dat Sartre zware beschuldigingen heeft opgeleverd, bedoelt hij slechts dat het leven "wordt gevoeld, wordt beschouwd" door middel van de anderen; het zijn de anderen die ons bewust maken van onszelf en van de triestheid van het bestaan, en we hebben hen nodig om te bestaan. De drie protagonisten treden voortdurend met elkaar in discussie in een poging om aan hun situatie te ontsnappen, maar het is de hel die telkens opnieuw het pleit wint. 
Het theaterstuk is een eenakter opgebouwd uit vijf scènes, waarvan de laatste sterk uitvergroot is.

### Scène 1
Samen met een liftbediende komt Garcin binnen in een salon in Second Empirestijl. Hij vraagt aan de bediende waar de afwezige marteltuigen zijn, maar de bediende antwoordt dat al zijn “cliënten” hetzelfde zijn: ze willen allemaal foltertuigen en hun toiletspullen. Garcin beweert dat hij niet bang is, en de bediende gaat weg.
Dit is een verrassende openingsscène omdat ze geen enkele vraag van de toeschouwer beantwoordt. Het lijkt alsof de personages door de hele scène heen op de hoogte zijn van alle details die nodig zijn om alles te begrijpen.

### Scène 2
Garcin is alleen en roept tevergeefs de ober.

### Scène 3
Inès komt binnen en vraagt verward aan Garcin waar Florence is. Garcin legt haar uit dat hij Florence niet kent en dat ze in hetzelfde schuitje zitten. Inès denkt dat Garcin haar beul is. Garcin springt op en lacht. Hij legt haar uit dat ze het fout heeft en waagt zich aan een conversatie en een paar gedragsregels zoals beleefdheid. Inès antwoordt kil en onbeschoft.

### Scène 4
Estelle komt binnen. Ze laat Garcin haar de situatie uitleggen, ook al wil ze de realiteit niet onder ogen zien en maakt ze zich liever druk om de kleur van de zitbank. Deze is bordeaux en past niet bij haar.

### Scène 5
Estelle beweert dat ze is gestorven aan een longontsteking en ontkent de oorzaak van haar aanwezigheid in de hel. Aan de andere kant vraagt ze zich af waarom de drie figuren zouden zijn samengebracht. Volgens Garcin is er maar één verklaring: het toeval. Inès verklaart echter dat iedereen bijgevolg een beul wordt van de anderen en ze dwingt hen om de misdaden die ze hebben begaan op te biechten. Garcin wil deze veronderstelling niet aanvaarden en hij zondert zich af. Hij hoopt dat iedereen hierdoor gespaard zal blijven, maar dit is ijdele hoop. Hij hoort immers een gesprek tussen de vrouwen, ook al bedekt hij zijn oren. Hij besluit zijn misdaden bekend te maken en vertelt dat hij zijn vrouw gemarteld heeft, maar vertelt er niet bij dat hij is gedeserteerd. Vervolgens vertelt Inès dat ze lesbisch is en dat ze zichzelf als gemeen beschouwt omdat ze het lijden van anderen nodig heeft. Ten slotte geeft Estelle met tegenzin toe dat ze een minnaar had met wie ze een kind heeft gekregen. Ze heeft dat kind gedood en ervoor gezorgd dat haar minnaar zelfmoord pleegde, zodat het schandaal niet zou uitlekken. Estelle zoekt troost in de armen van Garcin, maar wat hij wil is vertrouwen. Ze zullen uiteindelijk nooit een echt koppel vormen, omdat Inès hen blijft veroordelen. Estelle probeert zelfs om Inès te vermoorden, maar ze zijn al dood. Ze zullen voor altijd samen ruzie maken in de hel, achter gesloten deuren.

## Personages

### Inès Serrano
Vanaf haar eerste verschijning geeft Inès de indruk een onbeleefde en weinig sympathieke vrouw te zijn. Ze is de tweede hoofdpersoon die in de hel aankomt en ze antwoordt steeds kortaf op de vragen die Garcin haar stelt, omdat hij haar lastigvalt en ze een afkeer van hem heeft. Omdat ze zichzelf superieur vindt, geeft ze de indruk arrogant te zijn. In tegenstelling tot de anderen maakt ze zich geen illusies over de plaats waar ze is, en ze geeft toe dat ze bang is. Ze werkte bij de post en woonde samen in een appartement met Florence, de weduwe van haar overleden neef. Inès beschouwt zichzelf als gemeen en als een "gedoemde" vrouw, vanwege haar homoseksuele geaardheid. Ze heeft een relatie gehad met Florence, die ze geleidelijk van haar man heeft weggedreven. Die laatste heeft uiteindelijk zelfmoord gepleegd, en Inès is daar de belangrijkste oorzaak van. Ze verweet Florence dat ze beiden schuld hebben aan de zelfmoord. Deze verwijten zijn een ware kwelling voor haar minnares. Een uitleg voor het gedrag van Inès kan zijn dat ze, zoals ze zelf zegt, het lijden van anderen nodig heeft om zelf te bestaan. ("Ik ben slecht, dat wil zeggen dat ik het lijden van anderen nodig heb om te bestaan.") Dit lijkt op sadisme. Misschien zet Inès' minderwaardigheidsgevoel haar aan om anderen te kleineren, zoals een beul, om zo een meerderwaardigheidsgevoel te vinden. Ze is de belichaming van boosaardigheid. Aan het eind vergaste Florence zowel zichzelf als Inès omdat ze de wroeging die aan haar knaagde niet meer kon verdragen. Inès heeft dus 3 doden veroorzaakt. Ze is zich helemaal bewust van wat ze gedaan heeft. In het verdere verloop van het verhaal is Inès noodzakelijk omdat zij de eerste beul vertegenwoordigt: ze dwingt de anderen om de echte redenen van hun aanwezigheid in de hel toe te geven. De "ontmaskering" van de anderen levert enkele ironische bijnamen ("Smetteloze held", "het heilig kindje") en snedige opmerkingen ("Jullie spelen komedie") op. Inès verplicht hen om hun misdaden toe te geven en maakt ze hen duidelijk dat ze volledig verantwoordelijk zijn voor wat ze hebben gedaan. Bovendien moeten Garcin en Estelle erkennen dat ze gefaald hebben en moeten ze zich ook bewust worden van hun lafheid. Maar Inès moet zelf ook enkele aspecten aanvaarden: "Ik voel me leeg".
Inès kan zichzelf niet meer rechtvaardigen noch haar leven beteren. Haar machteloosheid foltert haar. Inès is de eerste die het mechanisme van deze hel ontsluiert als ze zegt: "De beul, dat is ieder van ons voor de twee anderen."

### Joseph Garcin
Het karakter van Garcin wordt, net zoals bij de twee andere hoofdpersonen, duidelijker naarmate het stuk vordert. Joseph Garcin is de eerste hoofdpersoon die aankomt in de hel. Hij was journalist en schrijver en leidde tegelijkertijd ook een pacifistische krant. Hij leefde in Rio samen met zijn vrouw en werd gefusilleerd wegens desertie. Hij doet bij zijn aankomst alsof hij kalm is, maar in werkelijkheid is hij zeer bang. Wanneer hij alleen is in de hellekamer, klopt hij op de gesloten deur tot hij volledig uitgeput is. Als Inès binnenkomt, probeert hij zich beleefd te gedragen, maar ze doorziet zijn ware toestand. Een zenuwtrek rond zijn mond staat haar tegen en onthult zijn nervositeit. Tegenover Estelle, de derde hoofdpersoon, doet hij alsof hij een gentleman is. Hij staat zijn zitbank af aan haar en houdt haar blazer vast. Hij stelt zich bovendien voor als een vredesheld die moest sterven omdat hij zijn principes niet heeft willen verloochenen. Zijn mening waarom ze samen in de hel zijn, is dat ze daar alle drie bij toeval zijn. Later stelt hij voor om te zwijgen en alle communicatie stop te zetten om zo te ontsnappen aan het duivelse systeem waarin ze gevangen zitten. Na een kort moment van stilte beginnen de vrouwen echter opnieuw te praten, waardoor Garcin op zijn beurt zwicht. Hij verwijt hun dat ze nooit kunnen ophouden met praten en zegt dat het eenvoudiger geweest zou zijn als hij hier met mannen opgesloten zou zijn, want zij hebben volgens hem meer discipline. Na deze tegenslag verandert Garcin volledig en toont hij zijn ware aard. Hij wordt agressief en ordinair en verraadt de echte reden waarom hij in de hel is. Hij is namelijk een wrede man, die er tijdens zijn leven plezier in had om zijn vrouw te laten lijden door haar openlijk te bedriegen, zonder er spijt van te hebben. Bovendien neigde hij naar alcoholisme en was hij een deserteur. Als hij zich hiervan bewust wordt, wordt zijn lafheid voor hem ondraaglijk. Hij vraagt bijgevolg aan Estelle te bevestigen dat hij niet laf is, want aanvankelijk hoopte hij bij haar morele steun te vinden. Estelle is echter alleen maar op zoek naar seksuele voldoening en is dus niet geïnteresseerd in het morele lijden van Garcin. Hierdoor krijgt Garcin een afkeer van Estelle en wendt hij zich tot Inès. De enige manier, volgens hem, om de morele steun te vinden die hij nodig heeft, is Inès horen zeggen dat hij niet laf is, aangezien zij van zijn "ras" is en dus dienst kan doen als rechter om te oordelen of hij al dan niet laf is. Wanneer de deur opengaat, slaagt hij er niet in naar buiten te lopen, omdat Inès de enige persoon is die hem kan redden door zich garant te stellen voor zijn moed. Maar de lesbische Inès wreekt zich voor zijn relatie met Estelle en geeft Garcin niet wat hij nodig heeft. Garcin is dus veroordeeld eeuwig in de hel te blijven omwille van het laffe bestaan dat hij geleid heeft.

### Estelle Rigault
Estelle Rigault, een rijke mondaine vrouw die getrouwd was met een oude man, is gestorven aan een longontsteking. Zij komt als derde hoofdpersoon de kamer van de hel binnen. Tijdens haar eerste ontmoeting met de twee anderen wordt duidelijk dat zij praatziek en oppervlakkig is (zo wil ze dat de kleur van de zetel bij haar jurk past). Bovendien is ze zo gevoelig dat ze erop staat dat men in haar aanwezigheid het woord "afwezig" gebruikt in plaats van "dood". Wanneer Garcin stil probeert te zijn, geeft ze ook blijk van een ongelooflijke ijdelheid door een spiegel te zoeken om zich op te maken, waarop Inès voorstelt haar "menselijke spiegel" te zijn. Later komt Estelle erachter dat Inès lesbisch is waarop zij haar vriendschap afwijst. Net als de twee anderen onthult Estelle niet meteen de echte reden van haar aanwezigheid in de hel. Ze verzint daarentegen een verhaal om medelijden op te wekken bij de anderen: een arm weeskind dat met een oude man getrouwd is om haar zieke broer financieel te kunnen ondersteunen. Ze heeft een buitenechtelijke relatie gehad die ze beëindigde nadat haar minnaar wilde dat ze hem een kind zou baren. Ze beweert dus dat ze in het helse oord verblijft omdat ze haar jeugd verspild heeft aan een oude man. Natuurlijk gelooft Inès, met haar uitstekende inzicht in vrouwen, haar niet. Ze sluit dan samen met Garcin een alliantie om Estelle mentaal te martelen totdat ze haar echte misdaden en karakter onthult. Zo komen ze te weten dat de vrouw die afkomstig is uit de bourgeoisie haar kind heeft gedood voor de ogen van haar minnaar, die de vader van het kind was. Die pleegde  daarop zelfmoord door haar schuld. "Het onschuldig meisje" is dus eigenlijk een ontrouwe vrouw en een kindermoordenares zonder scrupules. Die egoïstische vrouw wilde de regels van de maatschappij niet openbaar overtreden omdat ze haar reputatie kon verliezen. Haar totale afhankelijkheid van anderen wordt duidelijk aangetoond. In dit toneelstuk is Estelle een heel belangrijk personage. Bovendien had ze altijd nood aan affectie van mannen - een karaktertrek die in de hel blijft bestaan, daarom gooit ze zich in de armen van Garcin.  Het koppel wordt echter onophoudelijk gestoord door de jaloezie van Inès.  Ook heeft Garcin diepgaandere bevestiging nodig, en Estelle is niet slim genoeg om hem deze te geven. (Estelle: "Ik kan u geen vertrouwen geven.”)  Jammer genoeg aanvaardt deze charmante vrouw niet dat ze dood is.  Ze zegt zelfs: “de aarde heeft mij verlaten”.  Op het einde probeert Estelle Inès te vermoorden, waarop Inès zegt: “Je weet best dat ik al dood ben!”.  Estelle antwoordt: “Dood?”, en uiteindelijk barsten de drie hoofdpersonen in lachen uit.

### De ober
Er is maar heel weinig over de ober geweten. Hij komt maar drie keer in heel het stuk voor en heeft in deze scène een kleine rol.  Het is echter wel duidelijk dat hij kalm is en al op voorhand de reactie van Inès en Garcin weet wanneer zij hun kamer zien: "waar zijn de foltertuigen?", gevolgd door "waar zijn de tandenborstels?".  Hij kent hun reactie door de andere mensen die al in de hel zijn geweest.

## Stijl
De stijl is vertrouwelijk. Het stijlregister evolueert doorheen het stuk: in het begin zijn de personages beleefd en spreken ze elkaar aan met "u", op het einde spreken ze elkaar al aan met "je", aangezien ze elkaar al beter hebben leren kennen. Ze gebruiken dan veeleer familiaire taal en durven elkaar al eens regelmatig af te snauwen.

## Thematiek
Huis Clos is het bekendste stuk van Jean-Paul Sartre. Het is een eenakter die bestaat uit vijf scènes, voor het eerst opgevoerd in het Théâtre du Vieux-Colombier op 27 mei 1944. Volgens Sartre is de hel niet de plaats waar men fysiek gefolterd wordt, maar wel waar anderen een onverbiddelijk oordeel vormen over ons: "L'enfer, c'est les autres". Onze daden verbinden ons en kunnen daarna niet meer veranderd worden. Eens de dood langskomt, hebben we geen grip meer op wat de rest van de wereld ermee zal doen en op welke manier ze onze daden zullen verklaren. De drie personages hebben het ongeluk dit te moeten ondervinden. Ieder van hen, geobsedeerd door zijn eigen verleden, plaatst zich in de slachtofferrol, onder het beschuldigende oog van de twee anderen, en is gedoemd de gevolgen van zijn daden voor eeuwig te dragen. Er is geen ontsnappen mogelijk: zelfs wanneer de deur openstaat, kunnen ze niet weg uit de kamer waarin ze worden vastgehouden. Daar zit ook immers de paradox van de hele zaak: ze zijn onafscheidelijk en helemaal afhankelijk van elkaar geworden. "De anderen zijn in wezen precies wat wij nodig hebben om onszelf te leren kennen", aldus Sartre in zijn toespraak voor de fonografische opname van het stuk in 1965.

## Filosofie
De moraal van Huis Clos is beroemd en wordt pas op het einde van het theaterstuk duidelijk: "De hel zijn de anderen". Dus, de gebruikelijke voorstellingen ten spijt is het niet noodzakelijk om af te dalen onder de aarde om in de hel terecht te komen. De totale wreedheid van de hel kan gevoeld worden in de meest welgestelde huiskamers en in het gezelschap van personen die heel fatsoenlijk lijken. Geen behoefte aan brandende kolen, marteltuigen of zwepen, maar slechts drie personen die niet samen passen zijn nodig om een helse (in de letterlijke zin) en passionele wervelstorm te ontketenen. Sartre toont dit heel duidelijk in zijn toneelstuk. Als een onderzoeker kiest hij uit een overvloed aan karakters en denkwijzen drie personen waarvan de combinatie vonken geeft. Hij zet ze vast in een decor dat hen verplicht om samen te leven; met andere woorden: ze moeten elkaars aanwezigheid verdragen zonder de mogelijkheid om te vluchten of om zelfmoord te plegen.

## De cast van de voorstelling van1944in de "Théâtre du Vieux-Colombier"
- Inès: Tania Balachova
- Estelle : Gaby Sylvia
- Garcin: Michel Vitold
- Le garçon: R.J Chauffard
- Regie: Raymond Rouleau
- Décor : Max Douy

## Filmbewerking
In 1954 heeft Jacqueline Audry het toneelstuk verfilmd. Het was een aangepaste versie, waarin bijvoorbeeld de plaats (“huis clos”) niet meer gerespecteerd wordt en er meer personages op het toneel verschijnen.

## Gebruik in de muziek
De uitdrukking "de hel zijn de anderen"  (l’enfer c’est les autres) wordt gebruikt in het liedje  "Quand on perd son amour" van  Damien Saez en in "l'enfer" van I Am.